# The Extraordinary Ordinary Life of José González
The Extraordinary Ordinary Life of José González är en svensk dokumentärfilm från 2010 i regi av Mikel Cee Karlsson och Fredrik Egerstrand.
Filmen skildrar musikern José González och producerades av Erik Hemmendorff. Den premiärvisades 29 januari 2010 på Göteborgs filmfestival och hade biopremiär 13 augusti samma år. 2011 visades den av Sveriges Television.
The Extraordinary Ordinary Life of José González nominerades till Nordic Film Prize vid Göteborgs filmfestival 2010.

## Musik
- "Teardrops" (Robert Del Naja, Grant Marshall, Andrew Vowles, Elizabeth Fraser, framförs av José González)
- "Deadweight on Velveteen" (text, musik och framförande José González)
- "Remain" (text, musik och framförande José González)
- "Hints" (text, musik och framförande José González)
- "Crosses" (text, musik och framförande José González)
- "Send Smeone Away" (Magnus Bergqvist, José González, framförande José González)
- "Cycling Trivialities" (text, musik och framförande José González)
- "Quero sambal meu" (Tom Ze)